# Mont-sous-Vaudrey
Mont-sous-Vaudrey es una comuna francesa situada en el departamento de Jura, en la región de Borgoña-Franco Condado.

## Demografía
| 771 | 804 | 844 | 994 | 1099 | 1165 | 1295 |
| Para los censos de 1962 a 1999 la población legal corresponde a la población sin duplicidades (Fuente: INSEE [Consultar]) |     |     |     |      |      |      |